# Хэ Суй
Хэ Суй (кит. упр. 何穗, пиньинь Hé Suì; родилась 23 сентября 1989 года в Вэньчжоу) — китайская фотомодель. С 2011 года участвует в показах нижнего белья Victoria’s Secret. Она стала первой азиатской моделью, открывавшей показ Ralph Lauren. Снималась для обложек журналов Elle, Harper's Bazaar, i-D, V, Vogue.
В 17 лет, ещё учась в школе, Хэ Суй победила на национальном модельном конкурсе. До 2010 года, пока она не окончила школу, работала исключительно в Китае. В 2011 году Хэ Суй участвовала во многих модных показах в Нью-Йорке, Париже и Милане. Осенью журнал New York Magazine назвал её одной из десяти лучших дебютанток сезона. 
Хэ Суй работала на показах ведущих модельеров и представляла известные бренды. Среди тех, с кем она сотрудничала можно выделить Chanel, Christian Dior, Dolce & Gabbana, Elie Saab, Jean Paul Gaultier, Oscar de la Renta.